# Ergamenes
Ergamenes est le nom hellénisé d'un roi nubien de Méroé rapporté par Agatharchide dans Diodorus Siculus (3.2.6, FHN II n° 142). Selon ce récit, Ergamenes règne à Méroé pendant le règne égyptien de Ptolémée II Philadelphe à Ptolémée IV Philopator ; il est instruit de la philosophie grecque, favorise l'art grec et son mode de vie, bien que cela puisse être plutôt conçu comme une influence culturelle d'une Égypte gouvernée par les Ptolémées. Il n'apprécie pas la tradition de l'Égypte antique et le contrôle des prêtres éthiopiens sur le pouvoir du roi et préfère le pouvoir absolu de son voisin, Ptolémée II.

« Une mort des rois, c'est encore plus extraordinaire. Les prêtres de Méroé ont acquis un grand pouvoir. Lorsqu'ils forment une résolution, ils envoient un courrier au roi, avec l'ordre de le faire mourir. Ils lui disent que les dieux (ou les oracles) ont ainsi décrété, et qu'il serait coupable d'un crime s'il violait un ordre venant d'eux. Ils ajoutent beaucoup d'autres raisons, qui influenceraient facilement un homme simple, au courant des anciennes coutumes, et qui n'a pas la force d'esprit suffisante pour résister à un ordre aussi injuste. Les premiers rois se soumirent à cette cruelle sentence. Ergamenes, qui régnait au temps du second Ptolémée, et qui était instruit de la philosophie de la Grèce, fut le premier qui osa secouer ce joug ridicule. Il se rendit avec son armée dans le lieu difficile d'accès, ou forteresse, où se trouvait officiellement le temple d'or des Éthiopiens, fit massacrer tous les prêtres, et institua lui-même une nouvelle religion »

— Diodorus Siculus, Histoire d'Ergamenes

## Identification
Ergamenes a été provisoirement identifié avec de nombreux rois de Méroé connus archéologiquement, surtout deux rois aux noms similaires, Arakamani et Arqamani. Cette situation a conduit à ce que ces deux rois soient appelés Ergamenes Ier (Arakamani) et Ergamenes II (Arqamani). Bien qu'il soit possible que — d'une manière similaire au Sésostris semi-mythologique — les Grecs aient confondu plusieurs souverains en un seul personnage nommé Ergamenes, l'égyptologue Fritz Hintze et le spécialiste de Méroé László Török pensent que l'Ergamenes original doit être identifié à Arakamani.